# 盾津飛行場

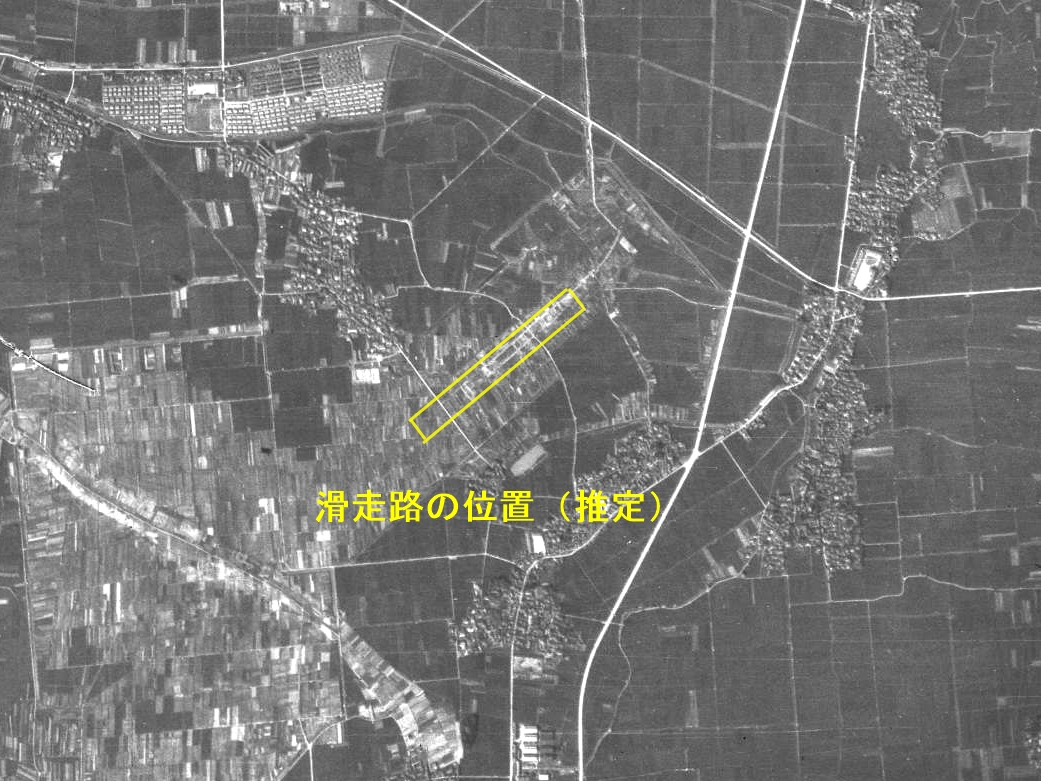
盾津飛行場跡地（1947年）
終戦約2年で滑走路の軌跡が殆ど無くなっている。

盾津飛行場（たてつひこうじょう）は、大阪府東大阪市（旧河内市、稼働当時は中河内郡盾津町）本庄・本庄東・本庄西・本庄中、新庄南・新庄西にかつて存在していた軍用飛行場である。第二次世界大戦後、廃止・閉鎖された。現在は、大阪機械卸業団地・トラックターミナルとなっている。

## 概要

### 戦前・戦中
- 1933年（昭和8年）- 国粋大衆党（笹川良一総裁）の組織する「国粋義勇飛行隊」によって[1]民間人搭乗員養成用の「（財団法人）大阪防空飛行場」（発起人：笹川良一、藤本忠兵衛）として建設開始
- 1934年（昭和9年）
  - 2月 - 起工
  - 9月 - 完成と同時に陸軍省・陸軍に寄贈され大阪陸軍飛行場として開場。盾津飛行場と呼ばれた[2]
- 1935年（昭和10年）10月 - ドイツからグライダー学校の校長ヒルトが来場し模範飛行を披露。関西学生航空連盟の練習場にもなっており、日本帆走飛行連盟のグライダー大会など、学生の全国大会も開催された
- 1939年（昭和14年） - 大学生の軍事演習地として使用された[3]
- 1940年（昭和15年） - 西隣に城東練兵場が移転され大阪練兵場が開設された
- 1941年（昭和16年） - 大阪練兵場と共に海軍に移管、滑走路を北東に拡張川西航空機、松下航空機（北河内郡住道町、現・大東市三洋町、井植歳男社長）生産の木製飛行機「明星」などの試験飛行場として使用された

### 当時の飛行場（概要）
- 総面積 - 253,800平方メートル
- 滑走路 - 2,460平方メートル（744メートル、填圧、平面）
- 誘導路 - 不明
- 掩体壕 - 練兵場跡に数基
- 格納庫 - 3棟（各234坪小型機70機格納可）
- 兵舎 - 教育隊舎10、寄宿舎1（隊員40名収容）、隊長宿舎、講堂兼道場、食堂、浴場
- その他、発動機工場、木工場
- 位置座標：北緯34度41分14.42秒 東経135度36分20.86秒 / 北緯34.6873389度 東経135.6057944度座標: 北緯34度41分14.42秒 東経135度36分20.86秒 / 北緯34.6873389度 東経135.6057944度

### 戦後
- 1945年（昭和20年）
  - 8月 - 終戦に伴い米軍に接収され閉鎖
  - 11月-「緊急開拓事業実施要綱」により練兵場跡の開墾が実施された
- 1947年（昭和22年）4月 - 飛行場の居住施設・格納庫跡に盾津町立中学校（現東大阪市立盾津中学校）が開校
- 1950年（昭和25年）8月 - 飛行場跡が農地として払い下げられる
- 1969年（昭和44年）飛行場跡地の一部は、流通業務団地地区に指定され大阪機械卸業団地・トラックターミナルが設置された